# Петерсон (авіабаза)
Авіаба́за Петерсон (англ. Peterson Air Force Base (IATA: COS, ICAO: KCOS)) — діюча військово-повітряна база Повітряних сил США розташована поруч із муніципальним аеропортом міста Колорадо-Спрінгз в окрузі Ель-Пасо, штат Колорадо. На базі розміщені важливі державні та військові об'єкти, зокрема Командування повітряно-космічної оборони Північної Америки та Північне Командування Збройних сил США.

## Зміст
Авіаційна база Петерсон веде свою історію від створення 6 травня 1942 року на території місцевого аеропорту військової бази повітряних сил армії США «Колорадо-Спрінгз», який діяв з 1926 року. Спочатку на базі розміщувалися авіаційні частини фотоаеророзвідки. З 1943 року на військово-повітряній базі, що отримала назву на честь загиблого в авіаційній катастрофі льотчика Петерсона, стали базуватися важкі бомбардувальники. У післявоєнний час авіабаза Петерсон перетворилася на велику військову інсталяцію, де розміщувалися не лише авіаційні формування, а і стратегічні об'єкти державного значення.

## Дислокація
На авіаційній базі Петерсон за станом на 2016 рік базуються формування: Бойового Командування, Космічного командування та Командування резерву Повітряних сил США, а також армії США.
Основні формування:
- 21-ше авіакосмічне крило
- 302-ге транспортне крило

## Галерея

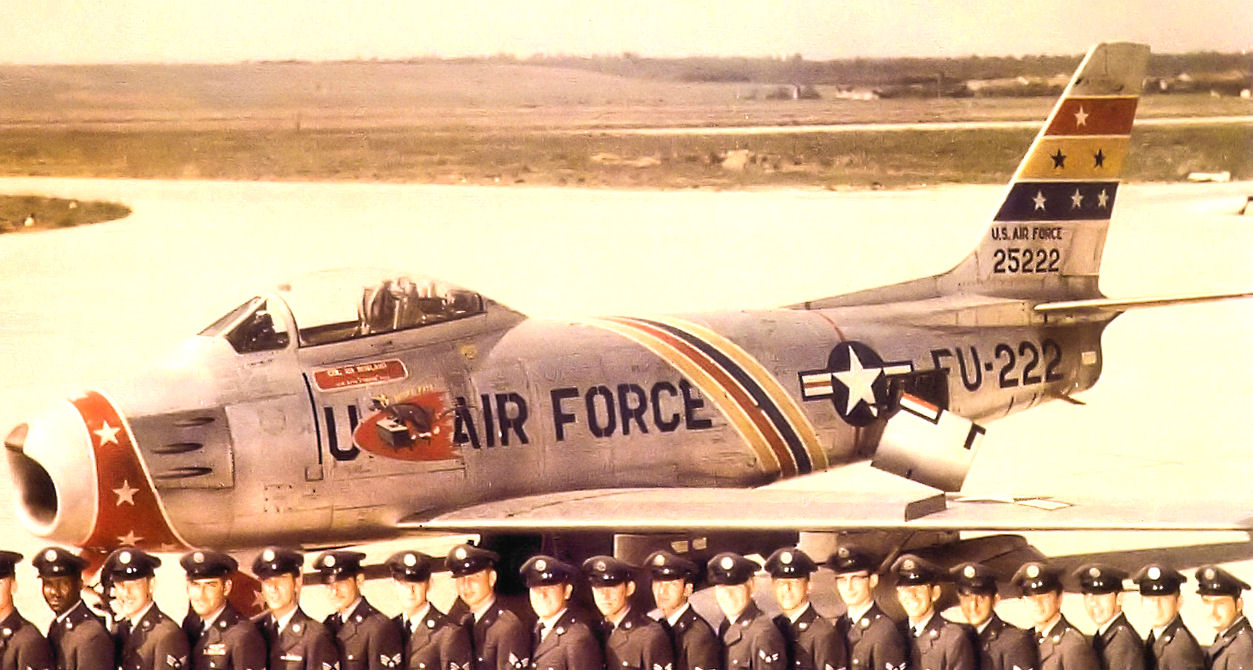
Винищувач F-86F на злітній смузі аеродрому Петерсон. 1954
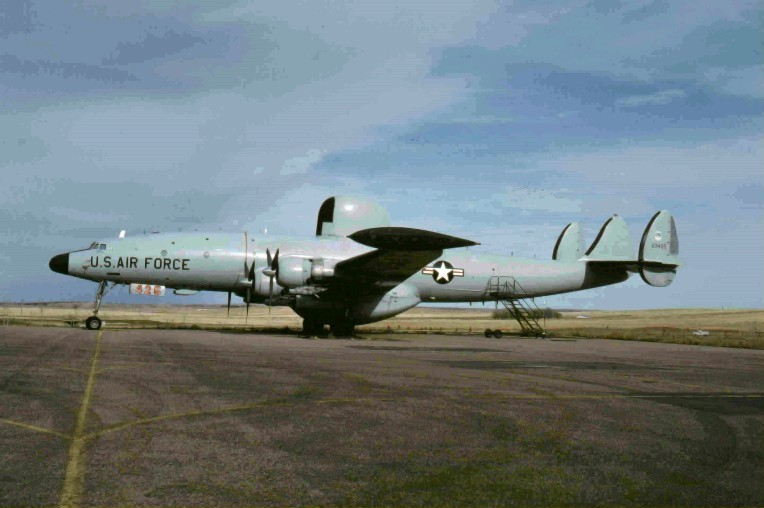
Літак дальнього радіолокаційного стеження EC-121T в авіаційному музеї на авіабазі. 19 листопада 1979
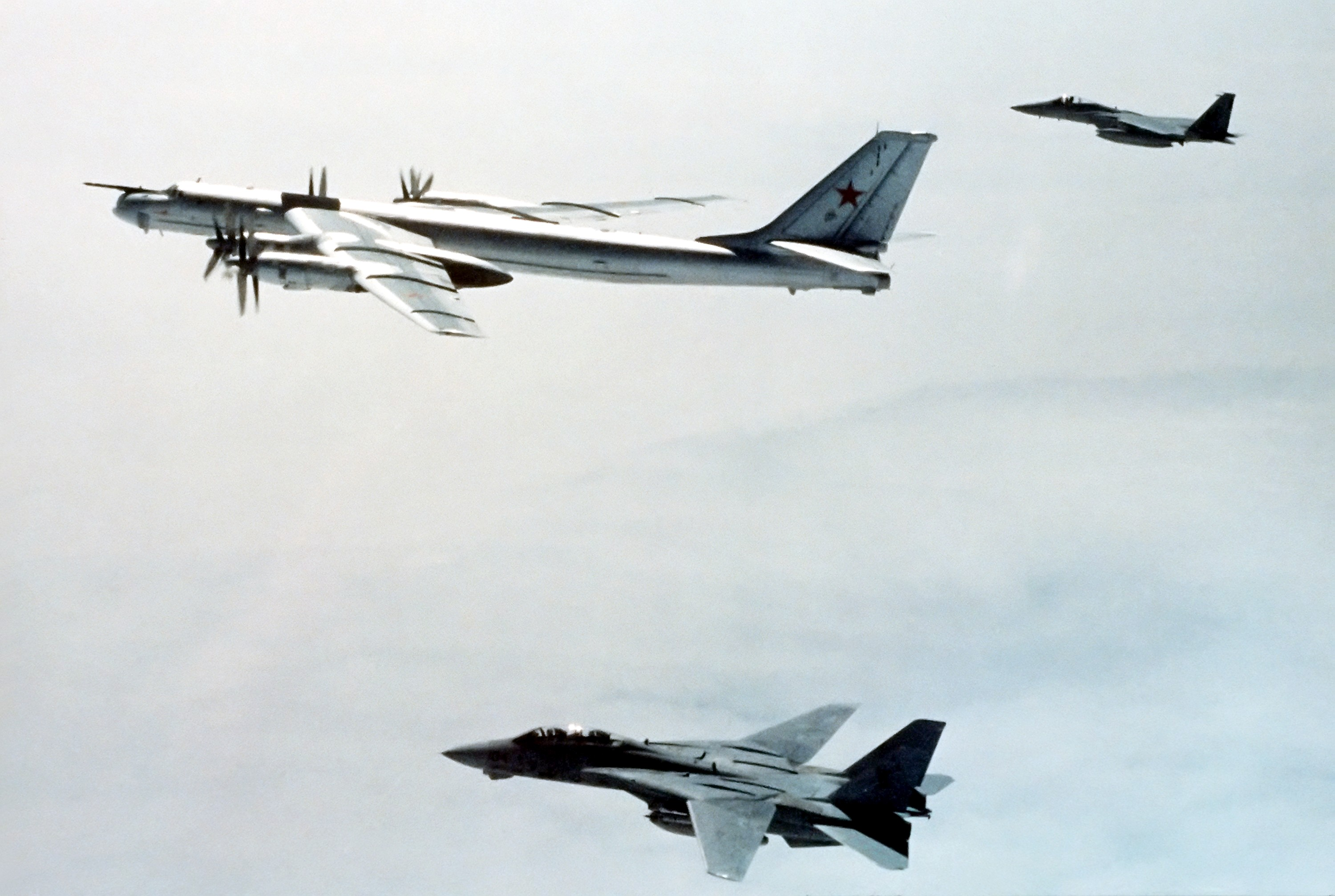
Винищувачі F-14 Tomcat і F-15 Eagle супроводжують радянський стратегічний бомбардувальник-ракетоносець Ту-95 поблизу острову Адак (Алеутські острови). 29 травня 1987
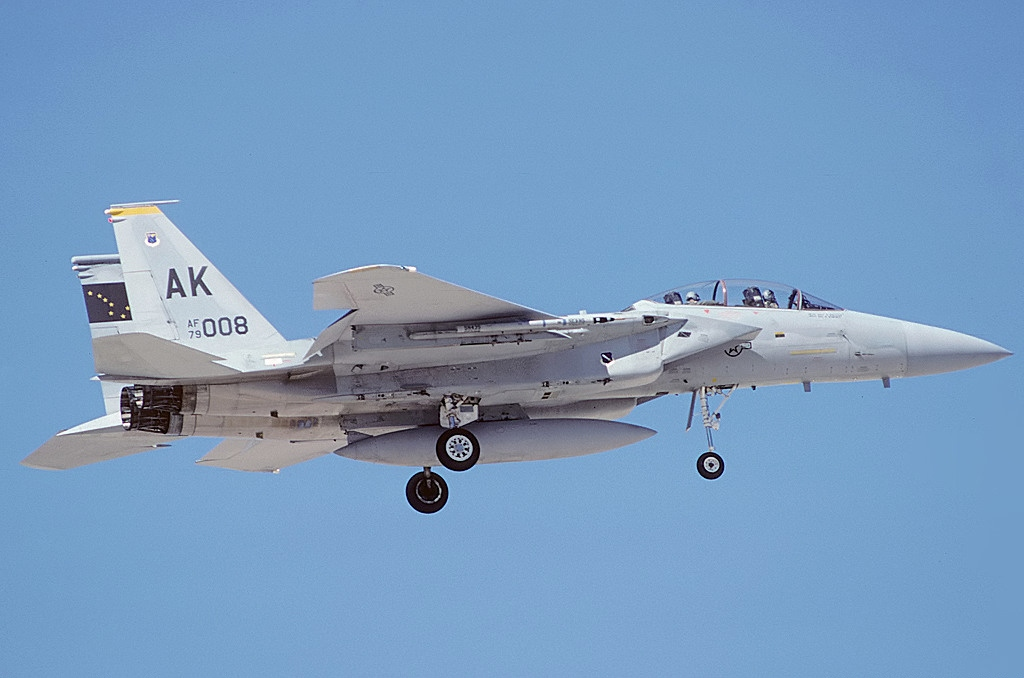
Винищувач F-15D 21-го винищувального крила над авіабазою Петерсон
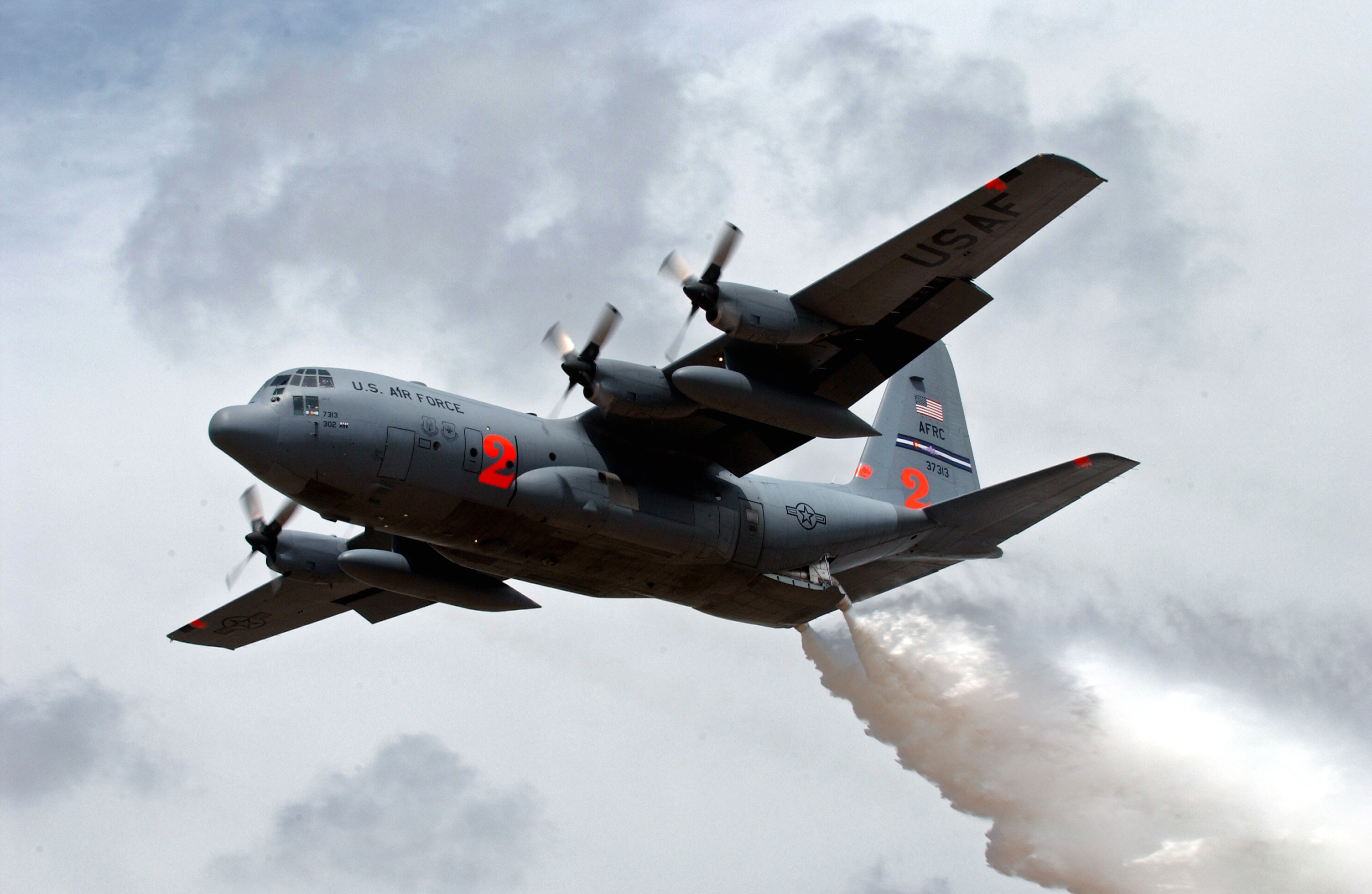
Скидання води з пожежного літака C-130 Hercules 302-го транспортного крила. 2 травня 2007
Особовий склад бази на зустрічі тіла загиблого в Афганістані офіцера. 6 січня 2014
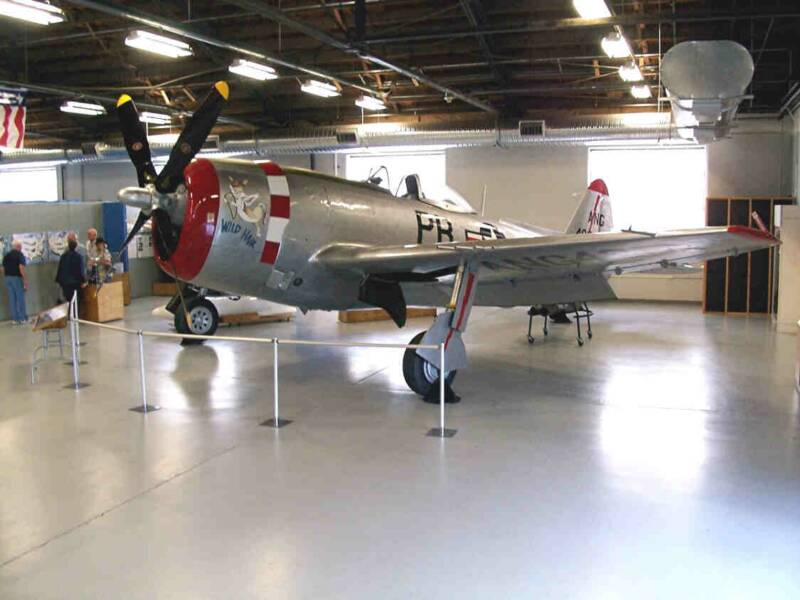
Винищувач часів Другої світової війни P-47 Thunderbolt в авіаційному музеї на авіабазі. 1 травня 2008
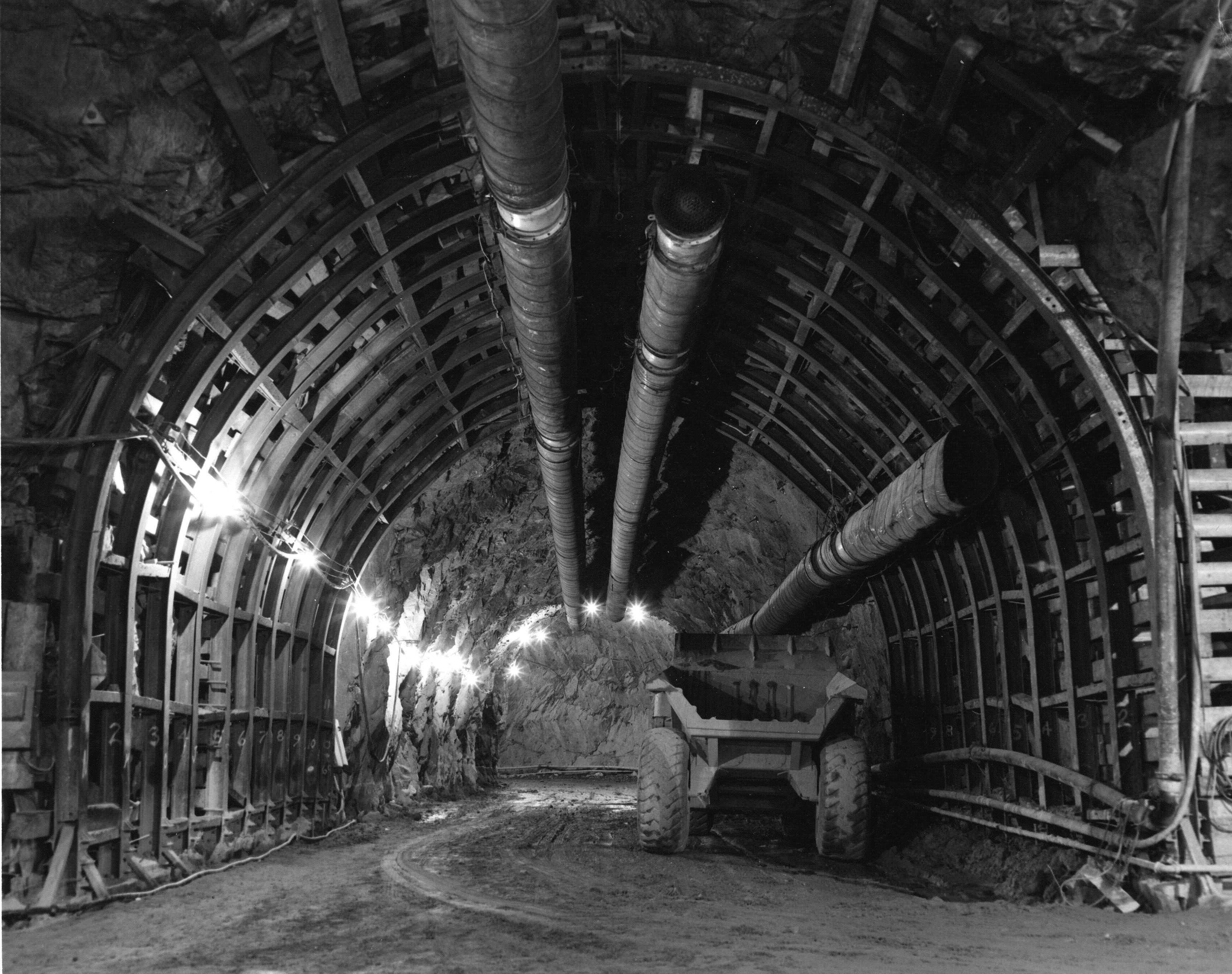
Будівництво підземних споруд в горі Шайєнн. Гарлбарт Філд. 23 вересня 2003
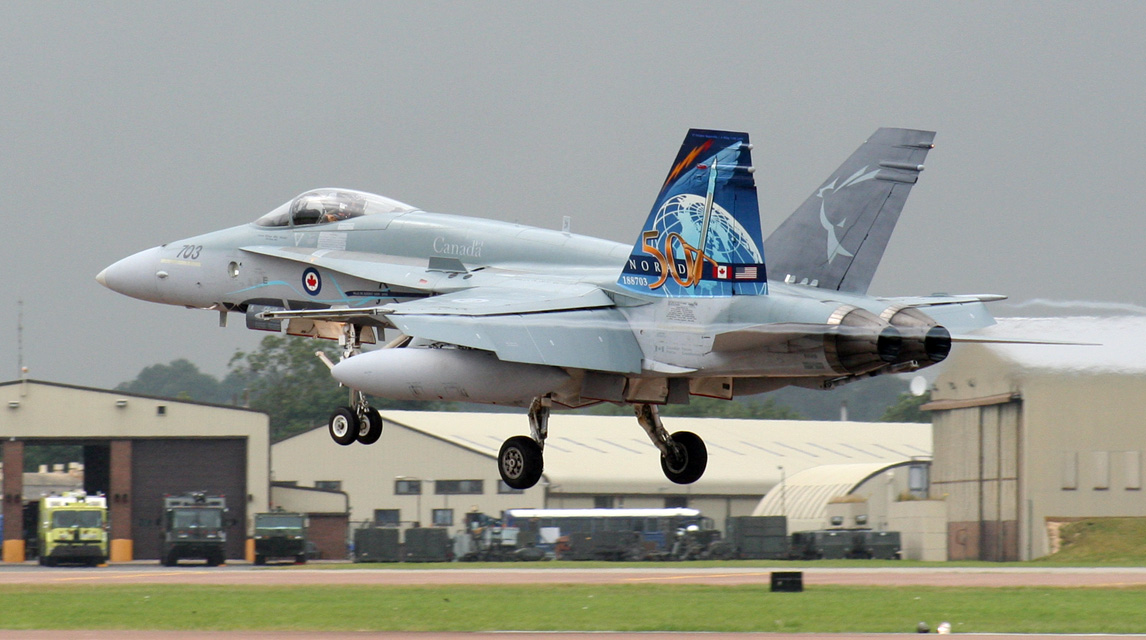
Зліт винищувача CF-18A Hornet Королівських повітряних сил Канади з авіабази Петерсон. 10 липня 2008